# PETDuo
PETDuo ist ein brasilianisches DJ-Duo in der elektronischen Musikszene, bestehend aus Anne Gelfei und David Merlino.

## Geschichte
1994 schlossen sich Gelfei und Merlino zu PETDuo zusammen. Ihr erstes Debüt in ihrem Heimatland Brasilien hatten sie aber erst drei Jahre später.
Von 2002 bis 2013 war das Duo bei der Booking-Agentur von DJ Rush unter Vertrag und konnte so den europäischen Kontinent für sich gewinnen. Durch diese Zusammenarbeit wurde es in kurzer Zeit möglich mit Größen wie Marco Remus, Adam Beyer, Speedy J, Uroš Umek und Dave Clarke auf Festivals und in diversen Clubs, wie z. B. Liberty White in Gent, U60311 in Frankfurt am Main, La Nuit Rouge in Montpellier aufzulegen. Seit 2013 ist PETDuo bei der Booking und Management Agentur dancefield unter Vertrag.

## Musikstil
Der Musikstil von Pet Duo besteht zum großen Teil aus Techno, der aber stets Einflüsse aus der Vergangenheit der beiden Künstler, wie z. B. Industrial, EBM, Funk, Hip-Hop und Rock, miteinfließen. Durch diese besondere Mischung verschaffte sich das Duo innerhalb kurzer Zeit eine große Popularität. 

## Leben
Das Duo kommt ursprünglich aus São Paulo, lebt aber seit 2006 in Berlin. 1995 heiratete das Pärchen.

## Diskografie

### Singles & EPs
- Holgi Star & Stereo Jack Pres. PET Duo - Tierheim, Kiddaz.fm, 2003
- The Definition Of A Pet, Nerven Records, 2004
- PET Duo vs. Holgi Star & Stereo Jack - Chegados, Killaz, 2004
- Principios E.P., Kne' Deep, 2004
- PET Duo vs. Matt M. Maddox - Hammer Sweet Hammer EP, Combat Skill, 2005
- Nature's Revenge, Cannibal Society, 2006
- Four Fingers EP, Inflicted Recordings, 2006
- Jason Little vs. Pet Duo - Jason's Mask Vol.3, Jason's Mask, 2007
- Body Modification, Kne' Deep, 2007
- Jason Little vs. PET Duo - Dawn Of The Meaning, Cause Records, 2008
- Causando E.P., Cause Records, 2008
- Jason Little vs. Pet Duo - Jason's Mask Vol.8, Jason's Mask, 2009

### Alben
- Metal Rave, ZYX Music, 2017[3]

### DJ-Mixe
- Palazzo Volume Five, T:Classixx, 2005
- Hardtechno Vol. 6, Alphabet City, 2008
- DJ Rush / PET Duo - Ekspozicija 10: Deep, Hard & Dirty, Explicit Musick, 2009